# Deliktsobligation
Die Deliktsobligation bezeichnete im römischen Recht ein Schuld- und Haftungsverhältnis zwischen Täter und Opfer, das durch eine strafbare Handlung ausgelöst worden ist. Bei der entsprechenden Tathandlung wurde zwischen privaten delicta und öffentlichen crimina unterschieden.

## Wesen der Deliktsobligationen
Durch die vorwerfbare Schuld aus dem Delikt wurde der Täter rechtlich so lange an den Verletzten gebunden, bis dieser aus der persönlichen Haftung des Verantwortlichen einen Ausgleich erfahren hatte. Im Gegensatz zu einer legalen Geschäftsobligation, die das Schuldverhältnis aus einem rechtmäßigen Kontrakt oder Versprechen zwischen den Vertragspartnern herleitete und die Personal- und Sachverpfändung des Schuldners daher zur Sicherung der daraus entstandenen Verbindlichkeiten herangezogen wurde, bediente die Haftung aus dem Privatklagedelikt vorrangig den Sühneanspruch des Verletzten, bei öffentlich verfolgten Verbrechen zusätzlich den Strafanspruch des Staates.

## Ziviles Recht
Die Tatbestände, die eine Deliktsobligation auslösten, beruhten anfänglich auf der Privatrechtsordnung, dem ius civile. Durch das hinzugefügte ius honorarium der Prätoren wurde das Rechtswesen im antiken Rom kontinuierlich an die gesellschaftlichen Veränderungen angepasst. Das römische Recht erfuhr hierdurch eine stetige Weiterentwicklung. Es wurden neben den bestehenden altzivilen Deliktsklagen, wie beim Diebstahl (furtum), weitere Tatbestände geschaffen, die eine Deliktsqualifizierung, so den Raub (rapina), oder eine Ergänzung wie die Ehrverletzung in der iniuria, beinhalteten. Zusätzlich wurden gänzlich neue Deliktarten, wie die widerrechtliche Drohung (vis metusve), oder die arglistige Täuschung (dolus malus) normiert.

## Öffentliches Recht
An der Verfolgung einiger Verbrechen, die neben den Einzelnen auch die Allgemeinheit schädigen konnten, bestand neben dem privaten Verlangen nach Sühne, auch ein öffentliches Interesse an der Bestrafung des Täters.  Hierzu zählten insbesondere Staatsdelikte wie der Hoch- und Landesverrat (perduellio),  Amtserschleichung (ambitus) sowie die Erpressung und Ausbeutung von Provinzen (pecuniae repetundae). Auch der Mord (parricidium), der in altrömischer Zeit aber noch privat verfolgt und geahndet wurde, zählte vermutlich in der späten Republik zu den öffentlichen Verbrechen. Bei Giftmorden (veneficium) gilt allerdings schon in altrepublikanischer Zeit die Einleitung eines staatlichen Offizialverfahrens (de veneficis) als gesichert.

## Rechtsfolgen der Deliktsobligationen

### Delicta
Die grundsätzliche Rechtsfolge einer obligato ex delicto  bestand in der Pönalklage (actio poenale), welche auf eine Bußgeldzahlung (poena) zur Sühne der Tat ausgerichtet gewesen ist. War durch die Tat ein zusätzlicher Vermögensschaden entstanden, konnte zum Ausgleich des Verlustes, neben der reinen Pönalklage, eine sachverfolgende Klage betrieben werden. Die Klage auf Sühne der Tat und auf Schadenersatz konnte auch zusammen in einer gemischten Pönalklage erfolgen.
Die Pönalklage wurde durch den Verletzten selbst in Eigeninitiative beim Gerichtsmagistraten erhoben. Das Verfahren und die Einhaltung der Zivilprozessordnung wurde von diesem beaufsichtigt und gesteuert.
Die Umsetzung und Vollstreckung des Urteils stand in der Privatmacht des Verletzten.

### Crimina
Die öffentlichen Verbrechen wurden zum Teil durch Privatanzeige (nominis delatio) des Verletzten, oder durch jedermann (quivis ex populo) erhoben.
Delikte von besonderer Bedeutung für die Allgemeinheit konnten von Amts wegen durch die Prätorenklage, oder um den Gerichtsmagistraten mit zusätzlichen Vollmachten auszustatten, auch auf Betreiben des Senats (senatus consultum) initiiert werden. Auch hier war es dem Privatmann in gewissen Fallkonstellationen möglich, neben der staatlichen Kriminalverfolgung eine vermögensausgleichende Privatklage anzustrengen.
Die Vollstreckung der Sanktionen aus diesen Kriminalverfahren oblagen ausschließlich der staatlichen Gewalt.

## Juristische Quellen
- Gaius: Institutiones, Digesten.
- Ulpian: Digesten.
- Iulius Paulus: Digesten.